# Бойчук, Михаил Львович
Михаил Львович Бойчук (укр. Михайло Львович Бойчук; 30 октября 1882, Романовка, Цислейтания — 13 июля 1937, Киев) — украинский художник-монументалист и живописец, педагог. Основатель «Бойчукизма». Один из основоположников монументального искусства Украины XX столетия. Представитель расстрелянного возрождения.

## Биография
Рисовать начал с детства, карьера художника сложилась благодаря его учителю рисования, который дал объявление в газете о способном ученике — и им заинтересовался художник-педагог Юлиан Панкевич.
В 1898 году — приехал во Львов, где начал учиться живописи у Ю. Панкевича. Занимался иконописью и книжной миниатюрой.
В 1899 году, поддержанный финансово Научным обществом им. Тараса Шевченко (в последующем — и митрополитом Андреем Шептицким), начал обучение в Академии изобразительных искусств в Вене, а затем у Леона Вычулковского в Краковской академии искусств, которую окончил с серебряной медалью.
1905—1906 годы — призван в австрийскую армию, службу проходил в Далмации.
1906—1907 годы — совершенствовался в Мюнхенской академии художеств.
С 1908 года работал в Париже, где познакомился с Пабло Пикассо и Диего Риверой. Вокруг него образовалась группа единомышленников, ядро будущей школы «бойчукистов». Там же в Париже женился на художнице Софье Налепинской, которая в 1909 году училась живописи в Академии Рансона.
В 1910 году вернулся во Львов, где работал в Национальном музее, занимаясь реставрацией икон, а также выполняя заказы по росписи различных церквей.
В 1914 году — с началом Первой мировой войны, после того как русская армия заняла Галицию, как подданный Австро-Венгрии был сослан в Арзамас.
В 1917 году работал над фресками в Софийском соборе в Киеве, является одним из основателей Украинской академии художеств, статус которой утвердила Украинская Центральная Рада в конце 1917 года.
В 1924 году стал профессором в Киевском художественном институте.
В 1925 году стал одним из создателей и идейных лидеров Ассоциации революционного искусства Украины. Художественное течение, которое стало доминировать в ассоциации, получило его имя — «бойчукизм».
С ноября 1926 года по май 1927 года вместе с женой, а также учениками Иваном Падалкой и Василием Седляром отправился в поездку по Германии, Франции и Италии. Это путешествие стало официальной причиной последующего ареста художника, якобы по подозрению в участии в контрреволюционной организации.
1930—1931 — преподаватель Института пролетарского искусства в Ленинграде.
25 ноября 1936 г. — был арестован НКВД. Обвинён в «буржуазном национализме», вместе с рядом учеников стал жертвой Большого террора.
13 июля 1937 года — расстрелян в Киеве. С.Налепинская-Бойчук, с которой к тому времени они развелись, также была арестована и расстреляна в 1937 году.
Реабилитирован в 1958 году.
Работы Михаила Бойчука возвращаются из музейных запасников и начинают выставляться лишь с 1991 года.
- 1-й брак — Софья Александровна Налепинская-Бойчук, сын — Петр (г.р.1918).
- 2-й брак — Алла Гербурт-Йогансен, дочь — Анна Михайловна Бойчук-Щепко (1936, Харков—2022, Нью-Йорк, США), журналистка на «Радио Свобода». Осенью 1938 года Алла Викентьевна, спасаясь от репрессий, уехала со своими детьми (сыном от брака с поэтом Майком Йогансеном и дочерью Анной) в Москву; после начала Великой Отечественной войны, в 1941 году, вернулась в Киев, а осенью 1943 года уехала в Германию (Мюнхен).

## Творческое кредо
Творческая программа Бойчука состояла в последовательном изучении и использовании византийского и древнеславянского церковной монументальной живописи, искусства итальянского Проторенессанса, украинской книжной гравюры и народной картины. Художник пытался создать новый монументальный стиль, в котором бы все это органично объединить. Своим студентам в 1922 году он высказывал собственное кредо: «Хоть и умерли старые мастера, но живёт их вечно молодое искусство и ошибается тот художник, который рассматривает прошлое творчество, как археологию. Идеальное творение — это не археология, а вечно живая правда». Молодых художников Бойчук обучал установленным законам пластической живописи, реализованным в стародавних образцах, учил неуклонно придерживаться их в творчестве, одновременно наполняя свои творения новым смыслом.

## Творческое наследие
- Живописные работы в Национальном художественном музее Украины;
- фрески в Луцких казармах (1919);
- фрески в Кооперативном институте в Киеве (1922—1923);
- фрески в санатории на Хаджибеевском лимане в Одессе (1927—1929);
- фрески в фойе Краснозаводского театра в Харькове (1933—1935).

## Ученики
- Иван Иванович Падалка (1894—1937)
- Василий Феофанович Седляр (1899—1937)
- Оксана Трофимовна Павленко (1895/1896—1991)
- София Александровна Налепинская-Бойчук (1884—1937)
- Тимофей Львович Бойчук (1896—1922)
- Николай Иосифович Николенко (1912—1975)
- Мануил Иосифович Шехтман (1900—1941)

«Младобойчукисты»:
- Евгений Яковлевич Сагайдачный (1886—1961)
- Охрим Севастьянович Кравченко (1903—1985)
- Николай Андреевич Рокицкий (1901—1944)

и другие.

## Память
- В 1992 году в родном селе Романовка братьям Бойчукам установлен памятник (скульптор Б. Рудый).
- Именем братьев Бойчуков названы улицы в Тернополе, Львове и Теребовле.
- В 2000 году Киевскому институту декоративно-прикладного искусства и дизайна присвоено имя Михаила Бойчука.
- В 2007 году в Киеве прошла Международная научно-практическая конференция «Михаил Бойчук в украинском и мировом искусстве».
- В 2016 году решением Киевского городского совета от 20 декабря 2016 года улица Киквидзе переименована в улицу Михаила Бойчука.